# Hagen Oechel
Hagen Oechel (* 1965 in Schkeuditz) ist ein deutscher Theaterschauspieler. Er war auch an Arbeiten für Film, Fernsehen und Hörfunk beteiligt.

## Leben
Nachdem Oechel eine Lehre als Tischler gemacht hat, studierte er von 1988 bis 1991 an der Theaterhochschule Hans Otto in Leipzig. Nachdem er vorzeitig sein Studium beendet hatte, wurde er  bis 1994 am Schauspiel Leipzig engagiert. Dort spielte er auch seine erste Hauptrolle als Tempelherr in Lessings Nathan der Weise.
Nach seiner Zeit in Leipzig war er für zwei Jahre als freischaffender Schauspieler tätig. In dieser Zeit hat er unter anderem am Schauspiel Ulm unter Hermann Schmidt-Rahmer die Rolle des Torquato Tasso in Goethes gleichnamigem Stück übernommen.
Von 1996 bis 1998 war er am Schauspiel Bonn engagiert. Es folgten zwei weitere Jahre als freischaffender Schauspieler, in dem er verstärkt mit dem Regisseur Sebastian Hartmann im Theater unterm Dach (Berlin) und im Theaterhaus Jena zusammengearbeitet hat. Nach der Renovierung des Theaterhauses Jena spielte er in der Eröffnungsinszenierung unter Hartmann die Titelrolle im Stück Hinkemann von Ernst Toller, darauf folgend wurde er mit dieser Inszenierung zum Festival Politik im Freien Theater eingeladen. Hier entstanden erste Kontakte zu Friedrich Schirmer, dem damaligen Schauspielintendanten des Staatstheater Stuttgart.
Zunächst unterschrieb er jedoch einen Drei-Jahres-Vertrag am Deutschen Nationaltheater Weimar. In Weimar arbeitete er u. a. mit Alexander Lang und Thomas Thieme zusammen und war in verschiedenen Hauptrollen besetzt.
Friedrich Schirmer holte ihn 2003 ans Staatstheater Stuttgart, 2004 gastierte er an der Volksbühne Berlin in dem Stück Mysterium Buffo von Majakowski erneut unter Hartmann. 2005 wechselte er mit Schirmer nach Hamburg (Deutsches Schauspielhaus). In Hamburg arbeitete er mit Studio Braun, Sebastian Nübling und Roberto Ciulli zusammen.
Danach folgte von 2008 bis 2012 ein Engagement am Centraltheater Leipzig. Er hat dort unter anderem mit Sebastian Hartmann, Jürgen Kruse, Thomas Thieme und Jimmy Hartwig kooperiert. Er prägte besondere Inszenierungen wie Don Juan, Jedermann, Easy Rider in Verbindung mit Kruse und unter Hartmann Tschechows Kirschgarten und Michael Frayns Der nackte Wahnsinn.
2010 erhielt er mit Guido Lambrecht den Leipziger Theaterpreis des Freundeskreises Schauspiel Leipzig.
2012/13 wurde er am Schauspiel Hannover engagiert. Hier spielte er die Hauptrolle in der fünfstündigen deutschen Erstaufführung von Nis-Momme Stockmanns Tod und Wiederauferstehung der Welt meiner Eltern in mir (Inszenierung von Lars-Ole Walburg). Mit dem Wechsel der Intendanz endete Oechels Engagement am Schauspiel Hannover mit Ende der Spielzeit 2018/19.
Zur Spielzeit 2021/22 engagierte ihn Intendant Florian Lutz an das Staatstheater Kassel. Im selben Ensemble sind seine ehemaligen Kollegen vom Schauspiel Hannover Lisa Natalie Arnold, Jakob Benkhofer, Günther Harder und Emilia Reichenbach.

## Filmografie
- 1991: Der Fall Ö.
- 2000: Polizeiruf 110 – Bis zur letzten Sekunde
- 2009: Tatort – Falsches Leben
- 2009: Liebe Mauer (Regie: Peter Timm)
- 2011: Von Hunden und Pferden (Regie: Thomas Stuber)
- 2013: Sunny (Regie: Barbara Ott)
- 2014: SAVE YOUR SKIN (Regie: Andreas Bruns, First Steps Award)
- 2019: König der Frösche (Regie: PhilosoFilm)